# 高木善朗
高木善朗（日语：／ Takagi Yoshiaki，1992年12月9日—），日本足球運動員，司職中場，現效力日職球隊新潟天鵝。

## 俱樂部生涯
高木善朗出自东京绿茵青训，2011年升入一线队，踢了半个赛季日乙联赛后于7月以100万欧元加盟荷甲球隊乌德勒支足球俱樂部，荷甲出场34场进1球，仅仅半个赛季便成为了球队主力，并奉献6个助攻，成为球队的助攻王。
但长时间的腿伤及手臂骨折受伤让他在第二个赛季只出场了7场，也成为球队的替补球员。虽然2013-14年赛季一度夺回了主力位置并也入选过荷甲单轮最佳阵容，但经过考虑后，他还是选择回到日本。
清水心跳官方宣布，乌德勒支中场高木善朗转会加盟，他的哥哥高木俊幸亦效力于清水心跳。

## 外部連結
- Profile at Albirex Niigata
- Profile at Tokyo Verdy
- 高木善朗 – FIFA國際賽競賽紀錄 (存檔)
- 日本職業足球聯賽中的高木善朗 （日語）